# Unieradz
Unieradz [uˈɲerat͡s] (tiếng Đức: Neurese)  là một ngôi làng thuộc khu hành chính của Gmina Siemyśl, thuộc hạt Kołobrzeg, West Pomeranian Voivodeship, ở phía tây bắc Ba Lan. Nó nằm khoảng 5 kilômét (3 mi)   phía đông bắc Siemyśl, 13 km (8 mi) về phía nam của Kołobrzeg và 97 km (60 mi) về phía đông bắc của thủ đô khu vực Szczecin.